# Strandlichter
Strandlichter (bis 2013 Café Jazz, bis 2014 Mateo) war eine deutsche Pop-Band aus Bautzen, die 2005 gegründet wurde. Sie veröffentlichte unter ihrem alten Namen zwei Alben. 2016 löste sich die Band auf.

## Besetzung
- Jan Philipp Schneider (Jan) – Gesang
- Johann Friedrich Steinke (Friedo) – Schlagzeug
- Steve Kuhnen (Steve) – Saxophon
- Alexander Jonny Henke (Alex) – Gitarre
- Bernhard Stiehle (Abbo) – Bass

## Diskografie

### LPs
- 2012: achtzehndreißig

### EPs
- 2009: Viel mehr
- 2015: Lieblingslieder

### Singles
- Alles beim Alten

### DVDs
- 2011: Am Körnerplatz (Live-DVD; Aufnahme während des Elbhangfestes 2011)